# Torymus iraklii
Torymus iraklii is een vliesvleugelig insect uit de familie Torymidae. De wetenschappelijke naam is voor het eerst geldig gepubliceerd in 2002 door Zerova & Seryogina.